# Liste d'élections en 1812
Chronologie des élections
- 1808
- 1809
- 1810
- 1811
- 1812
- 1813
- 1814
- 1815
- 1816

Cet article recense les élections organisées durant l'année 1812.

Dans les premières années du XIXe siècle, seuls deux pays organisent des élections nationales : le Royaume-Uni et les États-Unis.

## Élections nationales en 1812
| Date                        | État        | Élection ou référendum                    | Contexte | Résultat |
| --------------------------- | ----------- | ----------------------------------------- | --- | --- |
| 5 octobre - 10 novembre     | Royaume-Uni | Générales                                 | L'élection se déroule durant la guerre de 1812 contre les États-Unis. | Les partisans du gouvernement tory (conservateur) conservent la majorité absolue des sièges. Robert Jenkinson, comte de Liverpool, demeure Premier ministre. |
| 27 - 30 octobre             | Chili       | Plébiscite constitutionnel (es)           | Proposition de la constitution provisoire de 1812 (es). Le texte fut soumis à une consultation populaire, pour laquelle des registres de signatures furent ouverts pendant trois jours à Santiago où les citoyens devaient signer leur choix. | Au total, 315 personnes ont signé ces registres, tous résidents de Santiago. Texte adopté, . |
| 30 octobre - 2 décembre     | États-Unis  | Présidentielle                            | L'élection se déroule durant la guerre de 1812 contre le Royaume-Uni. | Le président James Madison (Parti républicain-démocrate : antifédéraliste, républicain (en)) est réélu avec 59,0 % des voix des grands électeurs (et 50,4 % des suffrages populaires) face à DeWitt Clinton. Dissident du Parti républicain-démocrate, ce dernier se présente car opposé à la poursuite de la guerre, et est soutenu par le Parti fédéraliste, qui ne présente pas de candidat. |
| 3 août 1812 - 30 avril 1813 | États-Unis  | Législatives (chambre (en) et sénat (en)) | | Voir la page : Liste d'élections en 1813. |